# 시집가는 날 (영화)
시집가는 날은 1956년 제작된 대한민국의 영화이다. 흑백 35mm 필름으로 제작되었다. 각본 오영진(吳泳鎭), 감독 이병일, 주연 조미령·김승호(金勝鎬)이다. 오영진의 대표작인 희곡 <맹진사댁 경사(孟進士宅 慶事)>를 영화화하였다. 작품성을 인정받아 제4회 아시아 영화제에서 특별 희극상을 수상하였으며, 한국영상자료원에서 소장중인 필름이 2007년에 국가등록문화재 제 348호로 지정되었다.

## 내용
딸을 가진 맹진사(孟進士)는 김 판사댁 아들 미언을 사위로 맞아 당대의 세도가(勢道家)와 사돈을 맺게 되었다고 하며 몹시 뽐낸다. 그런데 판사댁 아들 미언이는 절름발이였다. 세도가와 인연을 맺는 것도 좋지만, 딸을 절름발이한테 시집보낼 수는 없는 노릇이 아닌가. 그는 결국 잔꾀를 부려 딸의 몸종을 대신 시집보내기로 한다. 혼인날, 정작 혼례식에 나타난 미언은 절름발이가 아닌 늠름하고 잘생긴 사나이였다. 순간 당혹한 맹진사의 몰골은 말이 아니었고, 이미 때는 늦어, 몸종이 좋은 곳으로 시집가게 되고 만다.

## 출연

### 주연
- 조미령
- 김승호
- 김유희
- 최현

### 조연
- 이현
- 김칠성
- 최남현
- 황남
- 석금성
- 주선태

## 기타
- 조명: 김성춘
- 녹음: 이경순
- 미술: 임명선